# Van Alexander

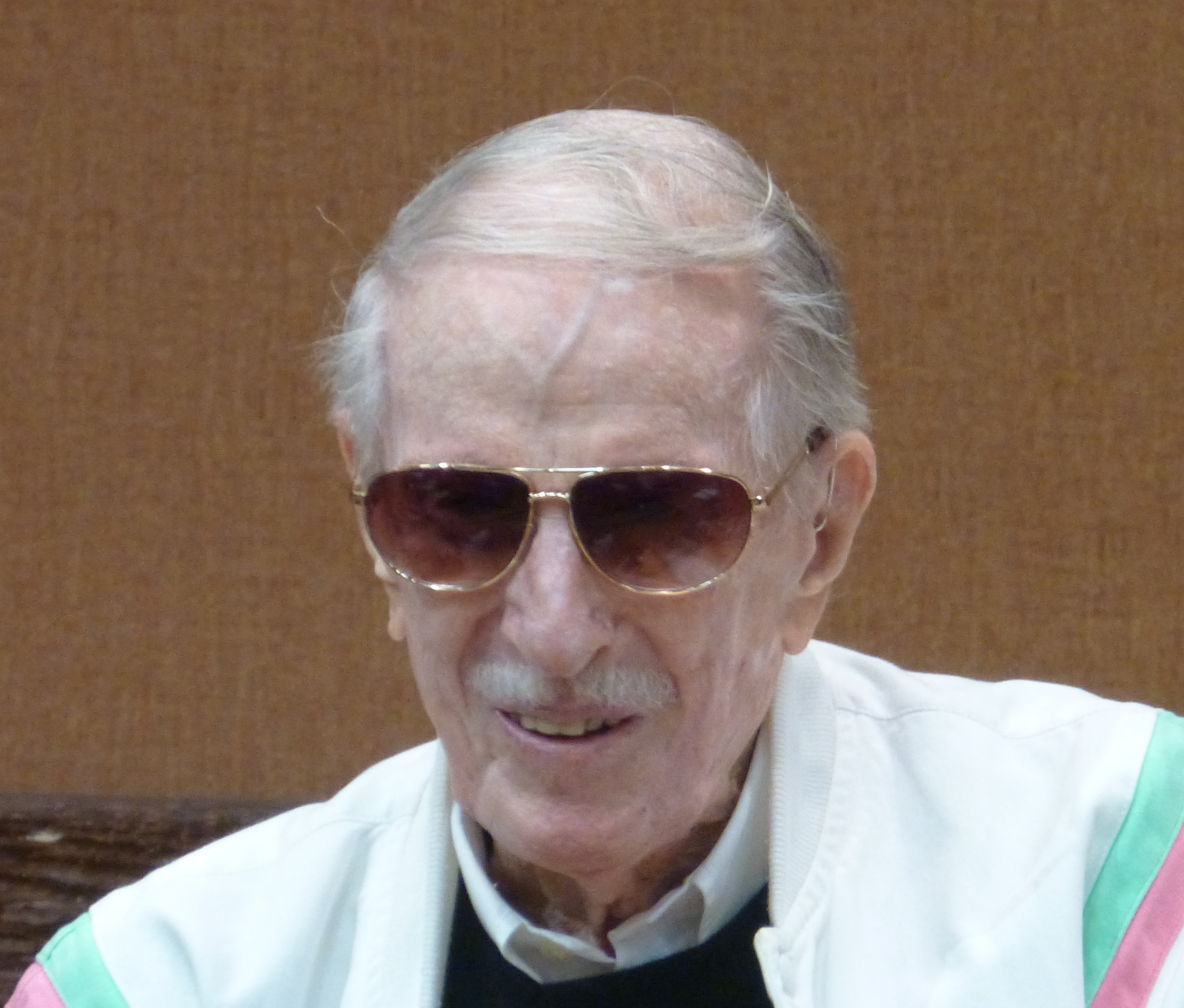
Van-Alexander (2013)

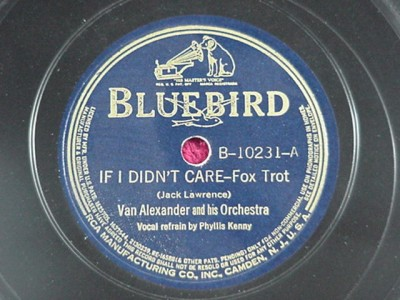
78er von Van Alexander
& His Orchestra: If I Didn’t Care

Van Alexander, eigentlich Alexander Van Vliet Feldman, (* 2. Mai 1915; † 19. Juli 2015 in Los Angeles, Kalifornien) war ein US-amerikanischer Jazz-Komponist, Arrangeur und Bandleader des Swing.

## Leben
Van Alexander leitete schon an der Highschool eigene Bands, für die er auch arrangierte, und studierte auf dem College Komposition. Durch einen Job, bei dem er Arrangements und Kompositionen an Bands verkaufte, lernte er Mitte der 1930er Jahre Chick Webb kennen. Einer dieser Titel war A-Tisket, A-Tasket, der ein Hit für das Chick Webb-Orchester mit Ella Fitzgerald und daraufhin ihr Themensong wurde. Alexander arrangierte auch Kinderlieder als Jazzversionen, wie Where, Oh Where Has My Little Dog Gone? und Got a Pebble in My Shoe. Im November 1939 hatte er mit Hot Dog Joe seinen einzigen Hit in den Billboard Top 30, der auf Rang 13 stieg. Der Bandsänger Butch Stone wurde später ein Star im Orchester von Les Brown.
Ende der 1930er Jahre gründete er seine eigene Band und nahm am 25. April 1939 eine Coverversion des Ink-Spots-Hits If I Didn’t Care für Bluebird Records auf. In den 40ern ging er auf Theater-Tourneen. In seinem Orchester spielten zahlreiche später bekannte Musiker wie Arnold Fishkin, Neal Hefti, Don Lamond, Shelly Manne, Ted Nash, Charlie Shavers, Slam Stewart, Alvin Stoller und Si Zentner. 1944 arrangierte er für die kurzzeitige Swingband von Tommy Tucker. Ende der 1940er Jahre engagierte ihn Bing Crosby; er war dann als Filmkomponist, Arrangeur und Dirigent in den Hollywood  Studios tätig und nahm mit Studiobands einige Alben für Capitol Records auf. Alexander schrieb ein Buch über Bebop und 1950 auch ein (von Les Brown, Gordon Jenkins, Axel Stordahl und Paul Weston seinerzeit empfohlenes) Lehrbuch über Filmmusik-Arrangement (First Arrangement) und war als Musikpädagoge aktiv; Johnny Mandel war einer seiner Schüler. Alexander komponierte viele Soundtracks des  Genres Film noir wie Baby Face Nelson, The Big Operator und The Private Lives of Adam and Eve und später Die Zwangsjacke (1964) und Es geschah um 8 Uhr 30 (1965).
Er schrieb auch Musik für Fernsehserien wie Verliebt in eine Hexe und Bezaubernde Jeannie, arrangierte und leitete Shows mit Mickey Rooney, Gordon MacRae, Dean Martin und James Stewart; außerdem wirkte er an zahlreichen Aufnahmesessions unter anderem von Kay Starr, Dakota Staton, Paul Whiteman, Benny Goodman, Dinah Shore, Doris Day und Peggy Lee mit. Alexander gewann zahlreiche Emmys für seine Fernsehmusik und wurde mit dem Henry Mancini Award für sein Lebenswerk von der ASCAP ausgezeichnet. Er war eine Zeit lang Präsident der National Academy of Recording Arts & Sciences (N.A.R.A.S) für den Bezirk Los Angeles. Alexander starb im Juli 2015 im Alter von 100 Jahren im Cedars-Sinai Medical Center in Los Angeles. Seine letzte Ruhestätte fand er auf dem Hillside Memorial Park Cemetery in Culver City, Kalifornien.
Nach Ansicht von George T. Simon konzentrierte sich Alexanders Band mehr auf den Ensemblesound als auf einzelne Solisten – was kein Fehler war, da ihre Arrangements im Allgemeinen besser als die Musiker waren. Dennoch ermöglichte seine Band einigen künftigen Stars einen Einstieg, wie Si Zentner und Shelly Manne.